# 카마디지털엔터테인먼트
카마디지털엔터테인먼트는 수출입 라이센싱, 퍼블리싱, CD, MC 생산, 프로덕션 투자, 게임 개발 및 유통, 아티스트 매니지먼트 등 게임 및 음악 사업과 관련한 포괄적인 영역에 진출하였다. 최근엔 가수 주비스와 전속 계약을 하였으며, 2001년 6월에는 톰 클랜시의 레인보우 식스: 테이크 다운 게임을 제작한 경험이 있다.
2013년 말에는 걸그룹 걸스데이의 소속사 드림티엔터테인먼트와 중앙고속의 지분 70%를 인수하면서 '걸스데이 효과'로 더욱 성장하였다.